# Armoriale dei comuni della provincia di Sassari

Stemma della Provincia di Sassari

Questa pagina contiene le armi (stemmi e blasonature) dei comuni della provincia di Sassari.
| Stemma | Comune e blasonatura | Gonfalone e/o bandiera |
| ------ | --- | ---------------------- |
|        | Aggius Troncato: il primo, d'oro, alle tre losanghe di rosso, caricate dalla orlatura d'oro, bene ordinate; il secondo, di azzurro, alla montagna di verde, fondata in punta e uscente dai fianchi, effigiante il Monte della Croce o Monte del Diavolo, la vetta cimata dalla piccola croce di nero. Ornamenti esteriori da Comune. Gonfalone: Drappo di rosso. DPR 13 giugno 2002 |                        |
|        | Aglientu Semipartito troncato: il primo di rosso, alla lettera maiuscola A d'oro; il secondo di verde, alle cinque spighe di grano d'oro, impugnate, legate di rosso; il terzo a due sciabecchi, con lo scafo di nero e con le tre vele di rosso, naviganti sul mare azzurro, mareggiato di argento. Ornamenti esteriori da Comune. Gonfalone: Drappo di giallo DPR 11 gennaio 2002 |                        |
|        | Alà dei Sardi Inquartato: nel primo, di rosso, alle sette spighe di grano, d'oro, impugnate, legate di azzurro; nel secondo, di azzurro, alla quercia da sughero, con la chioma di verde e il tronco al naturale, nodrita nella pianura di verde; nel terzo, di azzurro, alla pecora riposante, con la testa rivolta, di argento, sostenuta dalla pianura di verde; nel quarto, di rosso, alle due api di oro, ordinate in palo. Ornamenti esteriori da Comune. Gonfalone: Drappo di giallo. DPR 19 novembre 1999 |                        |
|        | Alghero Uno scudo interposto a due fronde di palma e sormontato da una corona con nove palle, simbolo di città reale; all'interno dello scudo nella parte inferiore (2/3) in campo azzurro, si raffigura uno scoglio sormontato da un ramo di corallo e nella parte superiore (1/3), in campo giallo, quattro barre rosse. Descrizione araldica: D'azzurro allo scoglio di nero sormontato da un rametto di corallo; capo d'Aragona ossia d'oro a 4 pali di rosso. Gonfalone: Drappo giallo con quattro barre rosse con la scritta "Fedelissima Città di Alghero". |                        |
|        | Anela D'azzurro, al monte di tre cime all'italiana d'argento, nascente dalla punta e sormontato da un fascio di cinque spighe di grano al naturale; col capo di rosso, carico di due scuri d'argento, manicate di nero, poste in decusse. Ornamenti esteriori da Comune. Gonfalone: Dappo partito di bianco e di azzurro. D.P.R. 30 aprile 1960 |                        |
|        | Ardara D'argento, alla torre quadrata di rosso vista di spigolo, murata, chiusa e finestrata di nero, merlata alla guelfa, fondata su campagna di verde e accompagnata nel canton destro del capo da una mitra. Ornamenti esteriori da Comune. Gonfalone: Drappo partito di bianco e di rosso. DPR 9 ottobre 1981 |                        |
|        | Arzachena Spaccato: il primo d'azzurro, ove è raffigurato un circolo megalitico; il secondo, d'argento, ove è raffigurato un ornamento dell'era nuragica. Gonfalone: Drappo partito di rosso e d'azzurro… D.P.R. 23 maggio 1956 |                        |
|        | Badesi |                        |
|        | Banari Campo di cielo, all'olivo di verde, fustato al naturale, nodrito nella campagna di verde, caricata da due fasce di azzurro, sormontato dal sole d'oro, accompagnato a sinistra dall'agnello d'argento, riposante sulla campagna, con la testa rivolta. Ornamenti esteriori da Comune. D.P.R. del 21 giugno 1994 Gonfalone: Drappo di bianco, riccamente ornato di ricami di argento e caricato dallo stemma sopra descritto con la iscrizione centrata in argento, recante la denominazione del Comune. Le parti di metallo ed í cordoni saranno argentati. L'asta verticale sarà ricoperta di velluto bianco, con bullette argentate poste a spirale. Nella freccia sarà rappresentato lo stemma del Comune e sul gambo inciso il nome. Cravatta con nastri tricolorati dai colori nazionali frangiati d'argento. |                        |
|        | Benetutti Gonfalone: Drappo di bianco. DPR dell'8 agosto 1994 |                        |
|        | Berchidda Lo stemma riporta la scritta "Rocca di Monte Acuto" in verde con il castello argenteo sopra il campo dorato sovrastato da un'aquila nera in campo rosso R.D. del 16 novembre 1933, RR.LL.PP. del 18 marzo 193 Incongruenza tra disegno e blasonatura: la blasonatura non corrisponde quasi in nulla al disegno. Gonfalone: Drappo di colore celeste argentato R.D. del 16 novembre 1933, RR.LL.PP. del 18 marzo 193 |                        |
|        | Bessude Di azzurro, al San Martino con il viso, le mani, le braccia di carnagione, con il copricapo di nero, ornato di piume di rosso, vestito con la lorica d'oro, con la tunica di verde e con il grande manto di rosso, calzato con gli stivali di nero, tenente con la mano destra la spada d'argento, con la punta all'ingiù, posta in banda, con la mano sinistra il lembo del manto, cavalcante il cavallo d'argento, con i finimenti di nero, esso cavallo sostenuto dalla pianura di verde attraversante l'arto anteriore sinistro alzato, il Santo e il cavallo con le teste rivoltate e con lo sguardo rivolto verso il povero, di carnagione, barbuto e capelluto di nero, i fianchi coperti dal cencio di porpora, assiso a sinistra sulla pianura; il tutto sotto il capo di rosso, caricato dell'elmo di argento, con la bavaglia aperta, di fronte, ornato da due piume di azzurro, una a destra l'altra a sinistra, ondeggianti in fascia. Gonfalone: Drappo di bianco con la bordatura di verde, riccamente ornato di ricami d'argento e caricato dallo stemma comunale con la iscrizione centrata in argento, recante la denominazione del comune. Le parti in metallo e i cordoni saranno argentati. L'asta verticale sarà ricoperta di velluto dei colori del drappo, alternati, con bullette argentate poste a spirale. Nella freccia sarà rappresentato lo stemma del comune e sul gambo inciso il nome. Cravatta con nastri tricolorati dai colori nazionali frangiati d'argento. |                        |
|        | Bonnanaro Semitroncato partito: il PRIMO, di rosso, alla lettera maiuscola B, d'oro; il SECONDO, di azzurro al grappolo d'uva, di rosso, unito al tralcio in fascia, di verde, pampinoso di due, dello stesso; il TERZO, d'oro, alle due ciliegie accompagnate da due fasce diminuite, ondate, di azzurro, una in capo, l'altra in punta. Ornamenti esteriori da Comune. D.P.R. del 21 settembre 2011 Gonfalone: drappo di giallo, riccamente ornato di ricami d'argento e caricato dello stemma sopra descritto con la iscrizione centrata in argento, recante la denominazione del Comune. Le parti di metallo ed i cordoni saranno argentati. L'asta verticale ricoperta di velluto giallo, con bullette argentate poste a spirale. Nella freccia è rappresentato lo stemma del Comune e sul gambo inciso il nome. Cravatta con nastri tricolorati dai colori nazionali frangiati d'argento. |                        |
|        | Bono D'argento, alle tre montagne di verde, fondate in punta, la montagna centrale più alta e più larga, con i declivi interamente visibili, quelle laterali, uscenti dai fianchi e con i declivi in banda e in sbarra parzialmente celati dalla montagna centrale, esse montagne accompagnate in capo dal grappolo d'uva, di porpora, pampinoso di due, di verde. Ornamenti esteriori da Comune. Gonfalone: drappo partito di verde e di bianco… |                        |
|        | Bonorva Inquartato; nel I d'azzurro, al fascio di spighe d'oro; nel II e III di verde; nel IV d'azzurro, al bove passante d'argento. Incongruenza tra disegno e blasonatura: nel 4º è rappresentato un toro e non un bove. D.P.R. del 10 aprile 1967 Gonfalone: drappo partito di azzurro e di verde… |                        |
|        | Bortigiadas D'azzurro alla quercia al naturale fogliata di verde fruttata di dodici frutti d'oro fondata su campagna di verde e sormontata da due colombe d'argento affrontate. Ornamenti esteriori da Comune. Gonfalone: Drappo di giallo… D.P.R. del 29 luglio 2010 |                        |
|        | Borutta Semipartito troncato: il PRIMO, di verde, alle due spighe di grano, d'oro, decussate, la spiga in banda attraversante; il SECONDO, di rosso, alle due spade d'argento, decussate, con le punte all'insù, la spada in banda attraversante; il TERZO, di azzurro, alla chiesa di San Pietro in Sorres, vista in prospettiva, la facciata a destra, di argento, chiusa e finestrata, di nero, fondata sulla pianura diminuita di verde. Ornamenti esteriori da Comune. Gonfalone: Drappo di bianco… D.P.R. del 18 gennaio 2006 |                        |
|        | Bottidda |                        |
|        | Buddusò D.P.R. del 6 agosto 1988 |                        |
|        | Budoni Gonfalone: Drappo di giallo… |                        |
|        | Bultei Troncato: il primo, di azzurro, alla navicella votiva con protome cervina d'oro; il secondo, di rosso, alle due pecore d'argento, con la testa rivolta, riposanti sulla pianura di verde. Ornamenti esteriori da Comune. Gonfalone: Drappo rettangolare di bianco con la bordatura di rosso. DPR del 27 novembre 2002 |                        |
|        | Bulzi Inquartato: nel primo, di rosso, alla lettera maiuscola B, d'oro; nel secondo, di azzurro, alle tre frecce impugnate, d'oro, legate di rosso; nel terzo, di verde alle cinque spighe di grano, impugnate, d'oro, legate di rosso; nel quarto, trinciato di rosso e d'oro. Ornamenti esteriori da Comune. Gonfalone: Drappo di giallo… DPR 19 novembre 1999 |                        |
|        | Burgos Sbarrato di quattro pezzi di argento e di porpora, al castello d'oro, murato di nero, attraversante, esso castello, aperto di argento, merlato alla guelfa, torricellato di un pezzo, la torre merlata di tre, il fastigio merlato di sei. Ornamenti esteriori da Comune. Gonfalone: Drappo di giallo… |                        |
|        | Calangianus Inquartato: nel primo, d'argento, alla stella di otto raggi di azzurro; nel secondo e terzo, tagliato di rosso e d'oro; nel quarto, di azzurro, alla quercia da sughero, nodrita nella pianura erbosa verde, affiancata da due pecore pascolanti d'argento. Ornamenti esteriori da Comune. Gonfalone: Drappo quadrangolare d'azzurro, caricato nel centro dello stemma di comune, sormontato sopra la corona dall'iscrizione centrata "Comune di Calangianus". La cravatta frangiata si compone in nastri tricolorati dai colori nazionali. D.P.R. n. 906 del 4 gennaio 1988 |                        |
|        | Cargeghe Inquartato in decusse: nel primo d'azzurro, alla fontana d'oro, zampillante d'argento; nel secondo, alla torre di rosso, murata, chiusa e finestrata di nero, merlata di tre alla guelfa; nel terzo, di rosso, alla clessidra d'oro; nel quarto, d'oro, alle tre pecore d'azzurro, la centrale di fronte, le laterali in profilo, pascolanti sulla pianura di verde. Incongruenza tra disegno e blasonatura: nel 2º la torre è finestrata del campo e non di nero. D.P.R. del 19 luglio 1988 Gonfalone: Drappo partito d'azzurro e di bianco… |                        |
|        | Castelsardo D'azzurro, al castello di argento, murato di nero, fondato in punta, aperto del campo, il fastigio privo di merli, esso castello munito di tre torri merlate di tre alla guelfa, la torre centrale più alta e più larga, cimata dalla bandiera bifida, di rosso, astata di nero, caricata dall'aquila di nero e sventolante a sinistra; il tutto sotto il capo d'oro, caricato da quattro pali di rosso ed ornamenti esteriori da Comune, con sottostante il motto 'PAX ET BONUM REM PUBLICAM CONSERVANT - AD 1102 Gonfalone: Drappo troncato di bianco e di rosso… |                        |
|        | Cheremule Troncato: il PRIMO, di rosso, ai due petroglifi antropomorfici presenti nella tomba Branca, ordinati in fascia, d'oro; il SECONDO, di azzurro, alle due querce, con le chiome di verde e i tronchi al naturale, nodriti nella pianura diminuita, di verde. Ornamenti esteriori da Comune. Gonfalone: Drappo di giallo con la bordatura di azzurro… D.P.R. del 7 marzo 2005 |                        |
|        | Chiaramonti Drappo partito di bianco e d'azzurro… |                        |
|        | Codrongianos D'azzurro, al castrum romano quadrangolare, visto dall'alto in prospettiva centrale, munito di quattro torri angolari, aperto sull'asse centrale da due porte, ciascuna fiancheggiata da due torri, il tutto al naturale e merlato alla guelfa, accompagnato in capo dal calice d'oro, sormontato dalla cometa a sette raggi d'argento, sostenuto da due colombe d'argento, affrontate, ognuna con una zampa sulla base del calice e con l'altra in atto di sostenere, col becco proteso verso l'orlo del calice, per bere dallo stesso. Ornamenti esteriori da Comune. Gonfalone: Drappo partito di giallo e di rosso riccamente ornato di ricami d'argento e caricato dello stemma civico con la iscrizione centrata in argento: Comune di Codrongianos. Le parti di metallo e i cordoni saranno argentati. L'asta verticale sarà ricoperta di velluto dei colori del drappo, alternati, con bullette argentate poste a spirale. Nella freccia sarà rappresentato lo stemma del Comune e sul gambo inciso il nome. Cravatta con nastri tricolorati dai colori nazionali frangiati d'argento. D.P.R. n. 2642 del 17 aprile 1985 |                        |
|        | Cossoine Gonfalone: Drappo troncato di rosso e di bianco. DPR del 5 giugno 1951 |                        |
|        | Erula Troncato semipartito, con la fascia diminuita d'oro sulla troncatura: il PRIMO, di azzurro, alla navicella votiva con protome cervina, d'oro; il SECONDO, di azzurro, alla ferula, di verde al naturale, fiorita d'oro, nodrita nella pianura di verde; il TERZO, di rosso, alla pecora d'argento, con la testa rivolta, riposante sulla pianura di verde. Ornamenti esteriori da Comune. Gonfalone: Drappo di giallo con la bordatura di azzurro… D.P.R. del 6 aprile 2005 |                        |
|        | Esporlatu Partito semitroncato: il PRIMO, di azzurro, alla torre d'oro, merlata di cinque alla guelfa, murata, finestrata, chiusa, di nero, fondata sulla pianura di rosso; il SECONDO, d'oro, alle tre ciliegie di rosso con i gambi di verde, uniti alla foglia, dello stesso; il TERZO, di rosso, alla pecora d'argento, con la testa rivolta, riposante sulla pianura di verde. Sotto lo scudo, su lista bifida e svolazzante di azzurro, il motto, in lettere maiuscole di nero, SANCTE GAVINE ADIUVA NOS. Ornamenti esteriori da Comune. D.P.R. del 25 febbraio 2008 Gonfalone: Drappo partito di verde e di giallo… |                        |
|        | Florinas Gonfalone: Drappo di bianco con la bordatura di azzurro… |                        |
|        | Giave Troncato: il PRIMO, di azzurro, al torrione d'oro, murato di nero, merlato alla ghibellina di sei, finestrato di due in fascia, di nero, chiuso dello stesso, fondato sulla pianura diminuita, di verde; il SECONDO, di rosso, al cavallo allegro e corrente, di argento. Ornamenti esteriori da Comune. D.P.R. del 28 marzo 2007 Gonfalone: Drappo di giallo con la bordatura di azzurro… |                        |
|        | Golfo Aranci Troncato: nel PRIMO, campo di cielo, all'isolotto di verde, alludente all'isolotto di Figarolo, fondato sulla linea di partizione; nel SECONDO, d'azzurro, mareggiato d'argento, alla bilancella con lo scafo di rosso, con le due vele d'argento, con gli alberi di nero. Ornamenti esteriori da Comune. Gonfalone: Drappo di bianco con la bordatura d'azzurro, riccamente ornato di ricami d'argento e caricato dallo stemma sopra descritto con la iscrizione centrata in argento, recante la denominazione del Comune. Le parti di metallo ed i cordoni saranno argentati. L'asta verticale sarà ricoperta di velluto dei colori del drappo, alternati, con bullette argentate poste a spirale. Nella freccia sarà rappresentato lo stemma del Comune e sul gambo inciso il nome. Cravatta con nastri tricolorati dai colori nazionali frangiati d'argento. |                        |
|        | Illorai Gonfalone: Drappo partito di rosso e di bianco. |                        |
|        | Ittireddu D'azzurro, ai Monti Ruju, Zuighi e Lisiri al naturale; sul secondo un castello d'oro, torricellato di torri quadrate; su campagna d'argento un cerbiatto al naturale fermo. Sotto lo scudo su lista d'azzurro, con le estremità bifide svolazzanti, la leggenda, in caratteri maiuscoli d'oro ITIRI FUSTIALVOS. Ornamenti esteriori da Comune. Incongruenza tra disegno e blasonatura: manca la lista d'azzurro con l'iscrizione; i colori sono poco rispondenti. D.P.R. n. 2866 del 4 novembre 1978 Gonfalone: Drappo troncato di bianco e di azzurro, riccamente ornato di ricami d'argento e caricato dello stemma sopra descritto con la iscrizione centrata in argento: Comune di Ittireddu. Le parti di metallo ed i cordoni saranno argentati. L'asta verticale sarà ricoperta di velluto dei colori del drappo, alternati, con bullette argentate poste a spirale. Nella freccia sarà rappresentato lo stemma del Comune e sul gambo inciso il nome. Cravatta e nastri tricolorati dai colori nazionali frangiati d'argento. |                        |
|        | Ittiri Motto in lettere maiuscole d'oro: SANCTA MARIA DE PADULIS ET CHORO SEDES ET ORIGO Incongruenza tra disegno e blasonatura: nessuna corrispondenza tra blasonatura e disegno. D.P.R. del 29 luglio 1993 Gonfalone: drappo partito di giallo e di azzurro… |                        |
|        | La Maddalena D'argento al leone vigilante e mirante in maestà, sopra uno scoglio uscente dal mare, il tutto al naturale. Motto: Herois cineres oras tutorque latinas R.D. dell'8 giugno 1893, Regie Lettere Patenti del 10 agosto 1893 Gonfalone: Drappo partito di bianco e d'azzurro… |                        |
|        | Loiri Porto San Paolo Gonfalone: Drappo di bianco. D.P.R. del 3 marzo 1998 |                        |
|        | Laerru Troncato semipartito: il primo di azzurro, alla lettera maiuscola L, accompagnata da quattro stelle di otto raggi d'oro, ordinate in palo; il secondo di rosso, alla bilancia d'oro; il terzo di verde, a sette spighe di grano, impugnate, d'oro, legate di rosso. Ornamenti esteriori da Comune. D.P.R. del 2 settembre 1998 Gonfalone: drappo di giallo bordato di azzurro… |                        |
|        | Luogosanto Partito semitroncato: nel primo, d'oro, al bronzetto nuragico, di nero, effigiante il guerriero con elmo, corta tunica e pugnaletto; nel secondo, di azzurro, al sole d'oro; nel terzo, di rosso, alle tre spighe di grano, impugnate, d'oro, legate dello stesso. Ornamenti esteriori da Comune. Gonfalone: Drappo partito di azzurro e di rosso. D.P.R. del 18 gennaio 1988 |                        |
|        | Luras Semipartito troncato: nel primo, di azzurro, al dolmen di Ladas, di argento, sostenuto dalla pianura di verde, declinante in sbarra; nel secondo, d'oro, al tralcio di vite, di verde, posto in banda, pampinoso di tre all'insù, di verde, fruttato di due grappoli d'uva, di rosso; nel terzo, di azzurro, all'olivastro di verde, fustato e sradicato al naturale. Ornamenti esteriori da Comune. Gonfalone: drappo di rosso… DPR del 29 febbraio 1996 |                        |
|        | Mara Semipartito troncato: il PRIMO, di rosso, alle sette spighe di grano, d'oro, impugnate, legate di azzurro; il SECONDO, di azzurro, alla pecora riposante, con la testa rivolta, di argento, sostenuta dalla campagna di verde; il TERZO, di azzurro, alla chiesa di Nostra Signora di Bonuighinu, d'oro, finestrata e chiusa di nero, fondata in punta. Ornamenti esteriori da Comune. Gonfalone: Drappo di bianco con la bordatura di rosso… D.P.R. del 25 gennaio 2005 |                        |
|        | Martis Inquartato: il PRIMO, d'oro, alla sirena doppiocodata, in maestà, la parte umana di carnagione, la parte pisciforme di verde, essa sirena capelluta di nero, coronata all'antica d'oro, afferrante con entrambe le mani le due code volte all'insù; il SECONDO, di rosso, alle tre pigne, poste due, una, d'oro, rovesciate; il TERZO, di rosso, alla palma di verde, posta in banda; il QUARTO, d'argento, alla croce di otto punte, diminuita, scorciata, patente, di rosso. Ornamenti esteriori da Comune. Gonfalone: Drappo di bianco con la bordatura di rosso… D.P.R. del 3 ottobre 2005 |                        |
|        | Monteleone Rocca Doria D.P.R. n. 5122 del 12 ottobre 1987 |                        |
|        | Monti Partito d'oro e di rosso: il 1º ad una torre d'azzurro, aperta del campo, merlata di quattro alla ghibellina, accollata da una vite al naturale di verde, pampinosa e fruttata di cinque; il 2º di rosso ad un'arnia d'oro, circondata da api dello stesso svolazzanti intorno; in capo due spighe di grano decussate pure d'oro. Ornamenti esteriori da Comune. D.P.R. del 31 marzo 1983, registrato alla Corte dei Conti il 21 luglio 1983, trascritto nei registri dell'Ufficio Araldico il 19 settembre 1983, trascritto nel Registro Araldico dell'Archivio Centrale dello Stato il 14 settembre 1983 Gonfalone: drappo partito di rosso e d'azzurro riccamente ornato di ricami d'argento e caricato dallo stemma sopra descritto con la iscrizione centrata in argento: Comune di Monti. Le parti di metallo e i cordoni sono argentati. L'asta verticale sarà ricoperta di velluto dei colori del drappo, alternati, con bullette argentate poste a spirale. Nella freccia sarà rappresentato lo stemma del Comune e sul gambo inciso il nome. Cravatta e nastri tricolorati dai colori nazionali frangiati d'argento. |                        |
|        | Mores Semitroncato partito: il primo, di azzurro, al sole d'oro; il secondo, di verde, alla campana d'oro, legata di rosso; il terzo, d'oro, all'olivo di verde, fruttato di cinque di nero, piantato sulla pianura di rosso. Ornamenti esteriori da Comune. Gonfalone: Drappo partito di rosso e di azzurro. DPR 17 maggio 1985 |                        |
|        | Muros D.P.R. n. 491 del 5 settembre 1988 Gonfalone: Drappo troncato di bianco e di azzurro… |                        |
|        | Nughedu San Nicolò Su sfondo bianco, è inserita una torre merlata di colore rosso. Al centro della torre, sulla sua base, figura una porta ad arco aperta. Sulla linea mediana della parte merlata della torre si erge un alberello con fogliame verde. Alla base della torre stessa e fino alla bassa estremità appuntita dello scudo, figura un campo verde. Gonfalone: drappo partito di bianco e di rosso… |                        |
|        | Nule D.P.C.M. del 4 ottobre 1984 |                        |
|        | Nulvi Inquartato: nel primo di rosso, a tre cherubini ordinati in palo, il primo di azzurro, il secondo d'oro e il terzo di verde; nel secondo e terzo di azzurro, al palo d'oro; nel quarto di verde, a sette spighe di grano d'oro, impugnate, legate di rosso. Ornamenti esteriori da Comune. D.P.R. del 31 luglio 1987 Gonfalone: Drappo di giallo… |                        |
|        | Olbia Campo di cielo, alla triremi romana veleggiante sul mare, sullo sfondo un'isola, il tutto al naturale. Ornamenti esteriori da Città. D.P.R. del 18 novembre 1955 Gonfalone: drappo di colore azzurro, riccamente ornato di ricami d'oro e caricato dello stemma sopradescritto con l'iscrizione centrata in oro: Città di Olbia. Le parti di metallo ed i cordoni saranno dorati. L'asta verticale sarà ricoperta di velluto azzurro con bullette dorate poste a spirale. Nella freccia sarà rappresentato lo stemma della Città e sul gambo inciso il nome. Cravatta e nastri tricolorati dai colori nazionali frangiati d'oro. Gonfalone in uso: drappo partito di bianco e di azzurro… |                        |
|        | Olmedo D'argento, all'olmo di verde, fustato al naturale, nodrito sul colle centrale del monte all'italiana di tre colli, fondato in punta, di verde, esso olmo sostenuto da due tori furiosi di rosso, poggianti le zampe anteriori sul tronco, quelle posteriori sui colli del monte. Ornamenti esteriori da Comune. D.P.R. del 4 febbraio 1993 Gonfalone: Drappo partito di verde e di bianco… |                        |
|        | Oschiri |                        |
|        | Osilo |                        |
|        | Ossi Scudo sannitico, campo semplice di porpora caricato da "monumento architettonico" d'oro" Incongruenza tra disegno e blasonatura: nessuna corrispondenza tra blasonatura e disegno. D.P.R. del 2 aprile 2001 Gonfalone: Drappo di azzurro… |                        |
|        | Ozieri Ha forma di scudo rappresentante un paesaggio ideale con uno scoglio coronato da un castello “Monte Acuto” e contornato ai lati da un ramo di ulivo e da una spiga di grano. |                        |
|        | Padria Partito: il PRIMO, di verde, al monte all'italiana di tre colli, fondato in punta, d'oro, sormontato dal giglio, dello stesso, al capo di argento, caricato dalla croce di rosso; il SECONDO, di azzurro, alla colonna dorica, d'oro, fondata sulla pianura di rosso. Sotto lo scudo, su lista bifida e svolazzante di azzurro, la scritta, in lettere maiuscole di nero, OLIM GURULIS VETUS. Ornamenti esteriori da Comune. D.P.R. del 26 giugno 2008 Gonfalone: Drappo di bianco… |                        |
|        | Padru Due grappoli d'uva e un'ape in campo rosso, una fascia dorata, il rilievo del Monte Nieddu di verde in campo azzurro. D.P.R. del 9 gennaio 2004 Gonfalone: Drappo di giallo con bordatura d'azzurro… |                        |
|        | Palau Troncato semipartito: nel primo, San Giorgio in sella al cavallo d'argento che trafigge il drago con una lancia d'oro; nel secondo, la roccia dell'Orso, simbolo di Palau, al naturale; nel terzo, d'argento alla croce di rosso. Gonfalone: Drappo di rosso… |                        |
|        | Pattada D'azzurro, alla chiesa d'argento, posta a destra, vista di tre quarti, chiusa e finestrata di nero, coperta di rosso, munita di croce di nero, unita a sinistra alla torre quadrata, vista di spigolo, d'argento, murata di nero, chiusa e finestrata dello stesso, merlata alla guelfa, con quattro merli visibili, tre angolari, uno centrale sul lato più visibile, chiesa e torre attraversanti la campagna erbosa di verde; al capo d'oro, caricato dall'aquila di nero, rivoltata, tenente nel becco il ramoscello d'ulivo, di verde, fogliato di sette, due, due, due, uno, fruttato di cinque, d'argento, due, due, uno. Ornamenti esteriori da Comune. Gonfalone: Drappo di colore bianco caricato dell'arma sopra descritta ed ornato di ricchi fregi d'argento |                        |
|        | Perfugas D'azzurro, alla collina rocciosa, di rosso, fondata in punta e uscente dai fianchi, collina e campo attraversati dal San Giorgio, armato di tutto punto, d'argento, il viso e la mano destra visibile, di carnagione, con ampio mantello di rosso svolazzante a destra sull'azzurro, il Santo cavalcante il cavallo d'argento, allumato di rosso, attraversante, rivoltato, con gli arti anteriori sollevati, con i finimenti di nero, con il morso d'oro, sellato dello stesso, il Santo in atto di colpire con la lancia d'oro posta in banda le fauci del drago di quattro zampe, due visibili, di verde, rivoltato, con la testa alzata in banda, volta verso il Santo, allumata di rosso, con la coda avvolgente gli arti posteriori del cavallo, il tutto accompagnato dalla fanciulla in maestà, il viso e le mani di carnagione, capelluta di nero, vestita di verde, con il velo di rosso, posta nel canton sinistro del capo, sostenuta dalla collina. Ornamenti esteriori da Comune. Gonfalone: Drappo di giallo… D.P.R. del 24 febbraio 2003 |                        |
|        | Ploaghe Di azzurro, alla croce diminuita d'oro; al capo d'oro caricato dall'aquila nascente, di nero, allumata e linguata di rosso. Sotto lo scudo, su lista bifida e svolazzante, di azzurro, il motto, in lettere maiuscole d'argento, NEC SECUNDA EVEHUNT NEC ADVERSA DIMITTUNT. Ornamenti esteriori da Comune. D.P.R. del 21 giugno 2010 Gonfalone: Troncato di azzurro e di giallo… |                        |
|        | Porto Torres Gonfalone: drappo di bianco alla bordura di azzurro… |                        |
|        | Pozzomaggiore |                        |
|        | Putifigari Semipartito troncato: nel primo, di azzurro, all'aquila di argento; nel secondo, d'oro, al toro fermo, di nero; nel terzo di rosso al fiume d'azzurro, fluttuoso d'argento. Ornamenti esteriori da Comune Incongruenza tra disegno e blasonatura: nel 2º è raffigurato un bove e non un toro; nel 3º il fiume d'azzurro è raffigurato in banda. Gonfalone: Drappo troncato di rosso e di azzurro, riccamente ornato di ricami d'argento e caricato dello stemma sopra descritto con l'iscrizione centrata in argento, recante la denominazione del Comune. Le parti di metallo ed i cordoni sono argentati. L'asta verticale è ricoperta di velluto dei colori del drappo, alternati, con bullette argentate poste a spirale. Nella freccia è rappresentato lo stemma del Comune e sul gambo inciso il nome. Cravatta e nastri tricolorati dai colori nazionali frangiati d'argento. |                        |
|        | Romana D'azzurro, all'altare di marmo uscente dal fianco sinistro, addestrato da uno zampillo d'acqua, il tutto al naturale attraversante una spelonca. Ornamenti esteriori da Comune. D.P.R. del 7 dicembre 1964 Gonfalone: Drappo azzurro riccamente ornato di ricami d'argento e caricato dello stemma sopradescritto con la iscrizione centrata in argento: Comune di Romana; le parti di metallo e i cordoni sono argentati; l'asta verticale è ricoperta di velluto azzurro con bullette argentate poste a spirale; nella freccia è rappresentato lo stemma del Comune e sul gambo inciso il nome; cravatta enastri tricolorati dai colori nazionali frangiati d'argento. |                        |
|        | San Teodoro Troncato: nel primo d'oro, al gallo ardito, di nero, allumato, crestato, bargigliato e armato di rosso, sulla pianura di verde; nel secondo, campo di cielo, alla bireme di nero, munita di vele d'argento arrotolate, navigante su un mare d'azzurro, mareggiato d'argento. Sotto lo scudo, su una lista azzurra, bifida e svolazzante, il motto in lettere maiuscole di nero: GALLURENSIS TELLUS. Ornamenti esteriori da Comune. Gonfalone: Drappo di bianco. DPR del 30 luglio 2001 |                        |
|        | Sant'Antonio di Gallura Semitroncato partito: nel primo, d'azzurro al gallo ardito al naturale, sostenuto dal colle all'italiana, d'oro, fondato sulla linea di partizione; nel secondo, di rosso, a due stelle di otto raggi, d'oro, ordinate in palo; nel terzo, d'oro, alla quercia da sughero di verde fustata al naturale, nodrita nella pianura di verde. Ornamenti esteriori da Comune. Gonfalone: Drappo partito di giallo e di azzurro, riccamente ornato di ricami d'argento e caricato dallo stemma comunale con la iscrizione centrata in argento recante la denominazione del Comune. Le parti di metallo ed i cordoni saranno argentati. L'asta verticale sarà ricoperta di velluto dei colori del drappo , alternati, con bullette argentate poste a spirale. Nella freccia sarà rappresentato lo stemma del Comune e sul gambo inciso il nome. Cravatta con nastri tricolorati dai colori nazionali frangiati d'argento. D.P.R. del 25 ottobre 2000 |                        |
|        | Santa Maria Coghinas Troncato semipartito: il PRIMO, di verde, alle cinque stelle di otto raggi, d'oro, poste due, una, due; il SECONDO, troncato d'oro e d'argento, all'aquila attraversante, di nero, rostrata, membrata, armata, coronata all'antica, di rosso; il TERZO, di azzurro, alle sette spighe di grano, impugnate, d'oro, legate di rosso. Ornamenti esteriori da Comune. Gonfalone: Drappo di bianco… D.P.R. del 7 aprile 2003 |                        |
|        | Santa Teresa di Gallura Campo di cielo, al torrione aragonese, d'oro, rotondo, merlato di cinque grandi merli visibili, alla guelfa, munito di piccola porta posta a destra, a mezza altezza, esso torrione spostato a sinistra e sostenuto dalla roccia d'oro, posta in sbarra e fondata in punta, roccia e torrione parzialmente muniti di gradini per accedere alla porta, la roccia unita a destra e a sinistra a due pezze di terreno, di verde, approssimativamente triangolari, la pezza posta a destra uscente dal fianco dello scudo, quella posta a sinistra, più grande, uscente dal fianco e fondata in punta, esse pezze sostenenti due specchi di mare di azzurro, lo specchio posto a destra, più grande, sostenente lo sciabecco d'oro, guarnito di tre vele, di argento. Ornamenti esteriori da Comune. D.P.R. del 21 giugno 1994 Gonfalone: Drappo di bianco, riccamente ornato di ricami d'argento e caricato dallo stemma sopra descritto con la iscrizione centrata in argento, recante la denominazione del Comune. Le parti di metallo ed i cordoni saranno argentati. L'asta verticale sarà ricoperta di velluto bianco, con bullette argentate poste a spirale. Nella freccia sarà rappresentato lo stemma del Comune e sul gambo inciso il nome. Cravatta con nastri tricolorati dai colori nazionali, frangiati d'argento. |                        |
|        | Sassari Inquartato: al 1° e 4° di Savoia (di rosso alla croce d'a.rgento); al 2° e 3° d'oro al castello di rosso, merlato, aperto e finestrato D.C.G del 10 aprile 1936 Gonfalone: Drappo di porpora… |                        |
|        | Sedini Semitroncato partito: il primo, di verde, alla croce di Sant'Andrea, d'oro; il secondo, di azzurro, al covone di spighe di grano, d'oro, legato di rosso; il terzo, di rosso, al cavallo spaventato, di nero, allumato di rosso. Ornamenti esteriori da Comune. Gonfalone: Drappo di giallo. DPR del 9 ottobre 2002 |                        |
|        | Semestene Di azzurro, al covone di grano, d'oro, legato di verde, sormontato dalla croce scorciata, d'oro; il tutto alla bordatura di rosso. Ornamenti esteriori da Comune. Gonfalone: Drappo di giallo bordato di azzurro… DPR dell'11 maggio 2009 |                        |
|        | Sennori |                        |
|        | Siligo |                        |
|        | Sorso Partito: il PRIMO, d'oro, alla lettera maiuscola S, di azzurro, accompagnata da quattro fasce di porpora, due in capo, due in punta; il SECONDO, di azzurro, al gambale di armatura, d'oro. Ornamenti esteriori da Città. Drappo di porpora… D.P.R. del 3 marzo 2005 |                        |
|        | Stintino La Torre de “La Pelosa” e la Vela Latina, contenuti all'interno di un medaglione sormontato dalla Corona del Duca dell'Asinara e contornato di due rami di essenze mediterranee, mirto e alloro. Gonfalone: Drappo di bianco alla bordura di rosso… |                        |
|        | Telti Troncato: il 1° d'argento al castello di rosso, aperto, murato di nero, con due torri laterali (quella di sinistra diruta); il tutto sormontato da due scimitarre di verde manicate d'oro e decussate; il 2° d'azzurro alla chiesa di Santa Vittoria al naturale. Ornamenti esteriori da Comune Gonfalone: Drappo troncato d'azzurro e di bianco riccamente ornato di ricami d'argento e caricato dello stemma sopra descritto con la iscrizione centrata in argento:Comune di Telti. Le parti di metallo ed i cordoni saranno argentati. L'asta verticale sarà ricoperta di velluto dei colori del drappo , alternati, con bullette argentate poste a spirale. Nella freccia sarà rappresentato lo stemma del Comune e sul gambo inciso il nome.Cravatta e nastri tricolorati dai colori nazionali frangiati d'argento. D.P.R. del 21 maggio 1980 |                        |
|        | Tempio Pausania Di cielo, alla facciata del tempio dorico, tetrastilo, d'argento, con l'architrave sostenente il fregio formato da cinque triglifi alternati a quattro metope, esso fregio sostenente il frontone cimato dal gallo di nero, essa facciata scalinata di due, d'argento, fondata sulla pianura diminuita, di verde, accompagnata nei cantoni del capo da due bisanti, uno e uno, d'oro. Ornamenti esteriori da Città. Gonfalone: drappo d'azzurro… DPR 28 marzo 2013 |                        |
|        | Tergu Delibera della Giunta comunale n.139 del 19 maggio 1992 |                        |
|        | Thiesi |                        |
|        | Tissi Partito semitroncato: il primo, di azzurro, al campanile della chiesa di Santa Anastasia d'oro, fondato sulla pianura di nero; il secondo, d'oro, alla lettera maiuscola T di azzurro; il terzo, trinciato: a) tagliato d'azzurro e di rosso, b) d'oro. Ornamenti esteriori da Comune. Gonfalone: Drappo partito di azzurro e di rosso. D.P.R. del 23 giugno 1989 |                        |
|        | Torralba Semipartito troncato: il primo, di rosso, al nuraghe al naturale; il secondo di azzurro, a due bandiere passate in decusse, quella in banda con il drappo troncato d'oro e d'argento, all'aquila attraversante di nero (Doria), quella in sbarra con il drappo d'oro, a quattro pali di rosso (Aragona); il terzo, d'argento, a quattro pecore al naturale, pascolanti sulla campagna erbosa, sormontate dal ramo d'olivo di verde in banda, attraversante sulla spiga di grano di azzurro, in sbarra. Ornamenti esteriori da Comune. Gonfalone: Drappo troncato di bianco e di azzurro. DPR dell'11 gennaio 1977 |                        |
|        | Trinità d'Agultu e Vignola Inquartato: nel primo, d'argento alla croce di rosso; nel secondo, d'azzurro, alla torre d'argento, murata di nero, merlata alla guelfa di quattro, finestrata con finestrella tonda di nero, chiusa dello stesso, fondata sulla campagna di verde; nel terzo, di cielo, alla tartana rivolta, con lo scafo di rosso, le vele di argento, le alberature di nero, navigante sul mare d'azzurro, mareggiato d'argento; nel quarto, d'oro al grappolo d'uva di porpora, unito al tralcio al naturale, posto in fascia, pampinoso di due di verde. Ornamenti esteriori da Comune. Gonfalone: Drappo di rosso… D.P.R. dell'11 maggio 2004 |                        |
|        | Tula Gonfalone: Drappo partito di verde e di giallo. DPR del 20 dicembre 2001 |                        |
|        | Uri Di azzurro, alla croce gigliata di rosso, accompagnata in punta dal giglio d'oro. Ornamenti esteriori da Comune. D.P.R. dell'8 gennaio 1997 Gonfalone: drappo partito di giallo e rosso… |                        |
|        | Usini Di rosso, al sinistrocherio armato d'argento, impugnante un pugnale d'oro. Ornamenti esteriori da Comune. Gonfalone: Drappo di bianco… Bandiera: Drappo di bianco caricato dello stemma comunale… |                        |
|        | Valledoria Inquartato: il PRIMO, di verde, alla lettera maiuscola V, d'oro; il SECONDO, troncato d'oro e d'argento, all'aquila di nero attraversante, coronata d'oro; il TERZO, di rosso, all'anfora doppiamente ansata, d'oro, sostenuta dalla pianura di verde; il QUARTO, di azzurro, all'ancora di nero, con la trabe di rosso. Ornamenti esteriori da Comune. D. Ric. 30 luglio 2001 Gonfalone: drappo partito di bianco e di rosso, riccamente ornato di ricami d'argento e caricato dallo stemma sopra descritto con la iscrizione centrata in argento, recante la denominazione del Comune. Le parti di metallo ed i cordoni sono ar gentati. L'asta verticale è ricoperta di velluto dei colori del drappo, alternati, con bullette argentate poste a spirale. Nella freccia è rappresentato lo stemma del Comune e sul gambo inciso il nome. Cravatta con nastri tricolorati dai colori nazionali frangiati d'argento. |                        |
|        | Viddalba Inquartato: il primo, di rosso, all'anfora biansata, d'oro; il secondo, d'oro, al gallo di nero, allumato, imbeccato, crestato, bargigliato, membrato, di rosso; il terzo, troncato d'oro e d'argento, all'aquila dal volo alzato, attraversante, di nero, allumata, linguata, rostrata, armata, di rosso, coronata con corona all'antica di tre punte visibili, dello stesso; il quarto, di azzurro, allo zampillo d'acqua, d'argento, uscente dalla pianura di verde e in essa ricadente con due getti, uno a destra, uno a sinistra. Ornamenti esteriori da Comune. Gonfalone: Drappo di bianco. DPR del 19 marzo 2014 |                        |
|        | Villanova Monteleone D'azzurro, all'edificio d'oro, posto a sinistra, munito in ognuna delle due facciate visibili di una porta e di tre finestre ordinate in fascia, di nero, sostenente la torretta angolare, munita di due orologi d'argento, con le lance di nero, e di due finestrelle, di nero, merlato alla guelfa di ventitré, undici e undici, nei due lati visibili, con un merlo angolare, essa torretta sostenente il coronamento formato dal castello a volute di ferro, di nero, racchiudente due campane, poste in palo, d'oro, e munito della bandiera nazionale sventolante a sinistra; l'edificio accompagnato a destra dalla collina di verde, cimata dalla roccia d'oro, questa sostenente il basamento rettangolare, dello stesso, sostenente a sua volta la croce latina, d'oro, con i bracci riuniti dal cerchio; essa collina sostenente la quercia e il leccio di verde, fustati al naturale, nodriti nel pendio di sinistra; il tutto fondato sulla fascia diminuita di verde, sostenuta dalla pianura di azzurro, mareggiata di argento; edificio e collina accompagnati in capo dallo scudetto ovale, d'argento, alla croce di rosso, accantonata da quattro teste di moro, di nero, bendate di argento; lo scudetto circondato da dodici stelle di cinque raggi, d'oro. Lo scudo è timbrato dalla corona da Comune, ed è ornato dal ramo di quercia e dal ramo di leccio, di verde, decussati in punta, legati dal nastro tricolore nazionale, questo attraversato da due ghiande d'oro, coi gambi all'ingiù e decussati. Gonfalone: Drappo di bianco riccamente ornato di ricami d'argento e caricato dello stemma comunale con l'iscrizione centrata d'argento recante la denominazione del Comune. Le parti di metallo ed i cordoni saranno argentati. L'asta verticale sarà ricoperta di velluto bianco, con bullette argentate poste a spirale. Nella freccia sarà rappresentato lo stemma del Comune e sul gambo inciso il nome. Cravatta con nastri tricolorati dai colori nazionali frangiati d'argento |                        |